# Verrucella furcata
Verrucella furcata is een zachte koraalsoort uit de familie Ellisellidae. De koraalsoort komt uit het geslacht Verrucella. Verrucella furcata werd in 1816 voor het eerst wetenschappelijk beschreven door Lamarck. 